# IES Guillem Sagrera
L'IES Guillem Sagrera, conegut com a Instituto de Bachillerato Nº 4 Son Cotoner fins al mes d'abril del 1981, és un institut d'ensenyament secundari de Palma, on es pot estudiar l'ESO, el Batxillerat i Formació Professional de graus mitjà (Gestió Administrativa), superior (Assistència a la Direcció) i bàsica (Serveis Administratius). L'edifici on està ubicat va ser entregat a començaments de setembre del 1979.
Fins al curs 2019-2020, el centre ha tengut set directors: Roberto Jara Sureda (1978-1979), Rafael Matas Andreu (1979-1980), Andreu Crespí Plaza (1981-1983), Miquel Amengual Pizà (1983-1985), Enric Carrió Beas (1985-2003), Bartomeu Planas Martorell (2003-2014) i, des de 2014, Dolors Palmer Sans.